# Challenger de Lyon 2021
El torneo Open Sopra Steria de Lyon 2021 fue un torneo profesional de tenis. Perteneció al ATP Challenger Series 2021. Se disputó en su 5ª edición sobre superficie tierra batida, en Lyon, Francia entre el 07 al el 13 de junio de 2021.

## Jugadores participantes del cuadro de individuales
| Favorito | País                 | Jugador             | Rank1 | Posición en el torneo |
| -------- | -------------------- | ------------------- | ----- | --------------------- |
| 1        | Bandera de Uruguay   | Pablo Cuevas        | 92    | CAMPEÓN               |
| 2        | Bandera de España    | Fernando Verdasco   | 99    | Segunda ronda         |
| 3        | Bandera de Argentina | Facundo Bagnis      | 104   | Semifinales           |
| 4        | Bandera de Colombia  | Daniel Elahi Galán  | 107   | Segunda ronda         |
| 5        | Bandera de Japón     | Taro Daniel         | 113   | Semifinales           |
| 6        | Bandera de Francia   | Benjamin Bonzi      | 116   | Primera ronda         |
| 7        | Bandera de Argentina | Francisco Cerúndolo | 117   | Primera ronda         |
| 8        | Bandera de Alemania  | Cedrik-Marcel Stebe | 135   | Cuartos de final      |

- 1 Se ha tomado en cuenta el ranking del 31 de mayo de 2021.

### Otros participantes
Los siguientes jugadores recibieron una invitación (wild card), por lo tanto ingresan directamente al cuadro principal (WC):
- Titouan Droguet
- Kyrian Jacquet
- Matteo Martineau

Los siguientes jugadores ingresan al cuadro principal tras disputar el cuadro clasificatorio (Q):
- Pedro Cachín
- Manuel Guinard
- Camilo Ugo Carabelli
- Alexey Vatutin

## Campeones

### Individual Masculino
- Pablo Cuevas derrotó en la final a  Elias Ymer, 6–2, 6–2

### Dobles Masculino
- Martín Cuevas /  Pablo Cuevas derrotaron en la final a  Tristan Lamasine /  Albano Olivetti, 6–3, 7–6(2)